# Alfie (canção de Lily Allen)
"Alfie" é uma canção da cantora e compositora britânica Lily Allen, lançada em 5 de Março de 2007 como o quarto single de seu álbum de estreia, Alright, Still (2006) pela Regal Recordings. A canção foi escrita pela própria Allen com auxílio de Greg Kurstin. No Reino Unido, foi comercializado como o lado B para "Shame for You". Enquanto a melodia incorpora uma amostra de "Puppet on a String" de Sandie Shaw, as letras descrevem diretamente a vida real do irmão mais novo de Allen, o ator Alfie Allen, criticando Alfie por seu comportamento preguiçoso.
No videoclipe da música, retrata o irmão de Allen como uma marionete, enquanto o enredo segue o sentido lírico da canção. A canção foi tocada ao vivo por Allen durante sua turnê de 2007, como parte do bis.

## Faixas e formatos
- CD single:[1]

1. "Shame for You"
2. "Alfie" (explícita)

- 7" single:[1]

1. "Shame for You"
2. "Alfie" (explícita)

- Download digital:[1]

1. "Shame for You"
2. "Shame for You" (ao vivo no Bush Hall)
3. "Alfie" (explícita)
4. "Alfie" (CSS Remix)
5. "Alfie" (ao vivo no Bush Hall)

- EP do Japão:[2]

1. "Alfie"
2. "Smile"
3. "Everybody's Changing"
4. "Nan You're A Window Shopper"
5. "Alfie" (CSS Remix)
6. "Alfie" (Mark Ronson Remix)
7. "Alfie" (Versão banida) (Videoclipe extra)
8. "LDN" (TYO Version) (Videoclipe extra)
9. "Littlest Things" (Videoclipe extra)

## Créditos e pessoal
- Vocais - Lily Allen
- Escritor(es) - Lily Allen • Greg Kurstin
- Produtor(es) - Greg Kurstin
- Mixagem de áudio - Greg Kurstin
- Masterizado por - Tim Burrell • Tim Debney